# Frank Schmöller
Frank Schmöller (* 21. August 1966 in Hamburg) ist ein ehemaliger deutscher Fußballspieler und heutiger Trainer.

## Laufbahn
In der Jugend spielte er beim TSV in Niendorf, bevor er 1985 in die Amateurmannschaft des Hamburger SV wechselte. Ende März 1986 kam Schmöller zu seinem ersten Einsatz in der Bundesliga, als ihn Trainer Ernst Happel im Auswärtsspiel gegen den 1. FC Köln einwechselte. Ende November 1986 erhielt Schmöller vom HSV einen Vertrag als Profi, nachdem er zuvor Amateur gewesen war. Im März 1987 erhielt er eine Einberufung zur deutschen U21-Nationalelf.
In Deutschland gehörte Schmöller nach seiner HSV-Zeit als Leihspieler zum Aufgebot des SV Waldhof Mannheim. Eine Unterkiefer- und eine Knieverletzung warfen ihn in Mannheim zurück. Die im Hamburger Abendblatt im März 1988 berichteten Vorwürfe einer schlechten Berufsauffassung wies er zurück. Danach verbrachte er einige Zeit im belgischen Lier beim dortigen SK und in Antwerpen bei Germinal Ekeren. Hertha BSC holte ihn 1992 in die 2. Bundesliga, wo er dann auch noch 1994 für den SC Fortuna Köln und später für die SpVgg Unterhaching aktiv war.
Er absolvierte insgesamt 48 Spiele in der Bundesliga (4 Tore) und 107 Spiele in der 2. Bundesliga (26 Tore). Nachdem er zunächst Jugendtrainer bei der SpVgg Unterhaching war und von 2002 bis 2008 den SV Heimstetten trainierte, war er seit Juli 2009 Cheftrainer des FC Ismaning in der Bayernliga. Mit dem Klub wurde er 2011 Meister und qualifizierte sich 2012 für die Regionalliga Bayern. Beim FCI wurde er jedoch am 4. Januar 2013 entlassen und durch Roman Grill ersetzt. Ab Oktober 2013 war Frank Schmöller beim SV Pullach in der Bayernliga tätig. Zur Spielzeit 2019/20 wechselte er zum Ligakonkurrenten TSV 1860 München II.
Anfang Dezember 2023 übernahm Schmöller die Profimannschaft nach der Trennung von Maurizio Jacobacci interimsweise bis zur Winterpause. Diese stand nach dem 17. Spieltag der Saison 2023/24 im Tabellenkeller der 3. Liga. Er betreute die Mannschaft bei einer 0:2-Niederlage gegen Arminia Bielefeld und einer 0:1-Niederlage gegen den SV Waldhof Mannheim. Wegen der fehlenden Pro Lizenz war ihm ein weiteres Engagement als Cheftrainer fortan untersagt. Da der Verein keinen neuen Cheftrainer präsentieren konnte, betreut Schmöller die Mannschaft seit dem Beginn der Wintervorbereitung Anfang Januar 2024 vorerst weiterhin. Nach einigen Tagen wurde Argirios Giannikis als neuer Cheftrainer verpflichtet.

## Erfolge als Spieler
- Deutscher Pokalsieger 1987 mit Hamburger SV
- Vizemeister 1987 mit Hamburger SV in der Bundesliga

## Erfolge als Trainer
- Aufstieg in die Regionalliga Bayern 2012 mit dem FC Ismaning
- Bayernligameister mit dem FC Ismaning 2011
- Aufstieg in die Bayernliga 2006 mit dem SV Heimstetten
- Aufstieg in die Landesliga-Süd 2003 mit dem SV Heimstetten
- Meister der Bayernliga Süd 2017 mit dem SV Pullach